# Larré (Morbihan)
Pour les articles homonymes, voir Larré.
Larré [laʁe] est une commune française située dans le département du Morbihan, en région Bretagne.

## Géographie

### Situation
|                | Le Cours | Molac       |
| Elven          | Larré    |             |
| La Vraie-Croix |          | Questembert |

### Hydrographie
Pour un article plus général, voir Réseau hydrographique du Morbihan.
La commune est située dans le bassin Loire-Bretagne. Elle est drainée par l'Arz, le Moulin de la Haie, le Moulin de Larré, le Pont Drémo, le ruisseau de Saint-christophe, le Saint Christophe et divers autres petits cours d'eau,.
L'Arz, d'une longueur de 66 km, prend sa source dans la commune de Plaudren et se jette  dans l'Oust à Saint-Jean-la-Poterie, après avoir traversé 15 communes. 

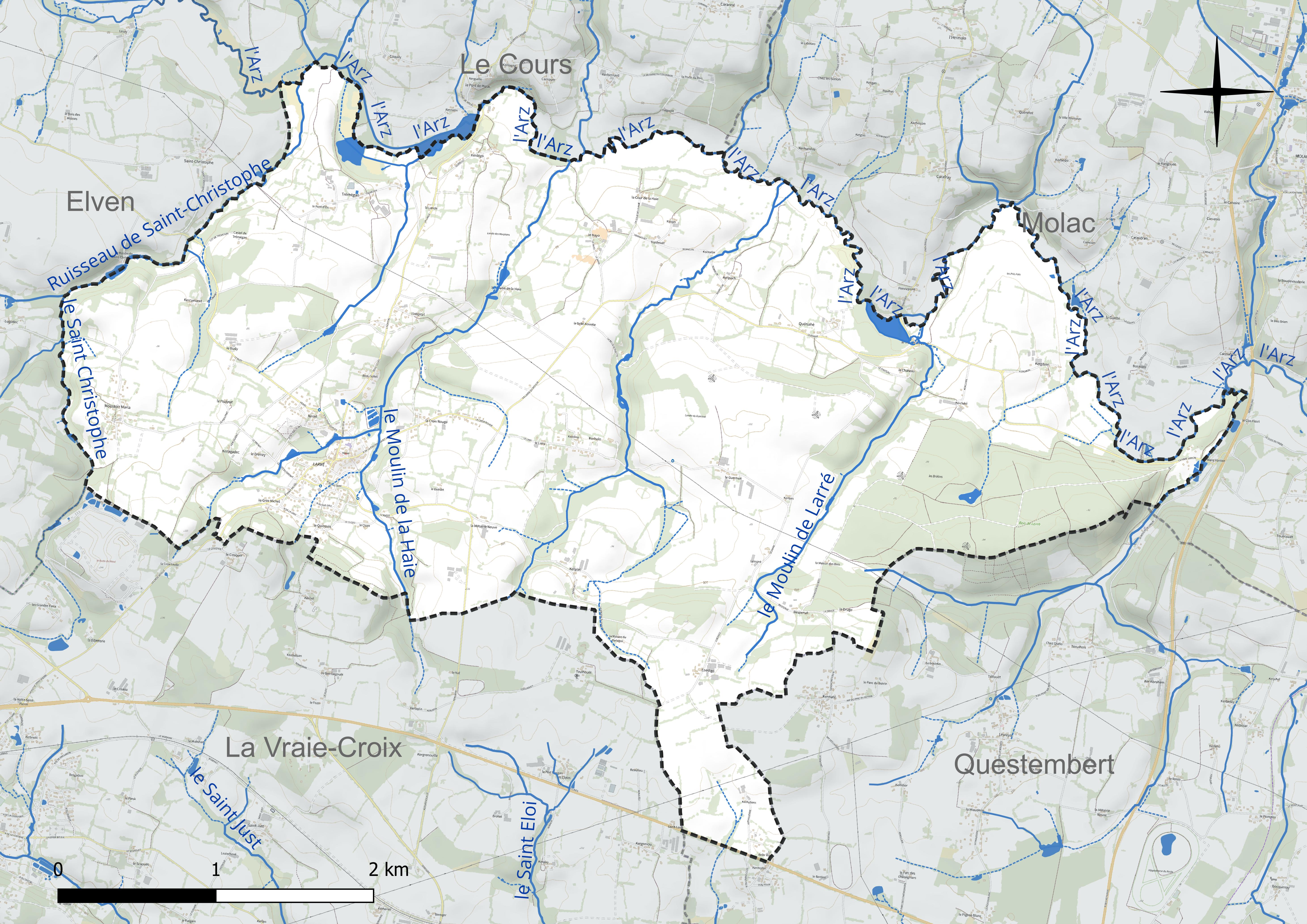
Réseau hydrographique de Larré.

### Climat
Pour des articles plus généraux, voir Climat de la Bretagne et Climat du Morbihan.
En 2010, le climat de la commune est de type climat océanique franc, selon une étude du CNRS s'appuyant sur une série de données couvrant la période 1971-2000. En 2020, Météo-France publie une typologie des climats de la France métropolitaine dans laquelle la commune est exposée à un climat océanique et est dans la région climatique  Bretagne orientale et méridionale, Pays nantais, Vendée, caractérisée par une faible pluviométrie en été et une bonne insolation. Parallèlement l'observatoire de l'environnement en Bretagne publie en 2020 un zonage climatique de la région Bretagne, s'appuyant sur des données de Météo-France de 2009. La commune est, selon ce zonage, dans la zone « Intérieur Est  », avec des hivers frais, des étés chauds et des pluies modérées.  
Pour la période 1971-2000, la température annuelle moyenne est de 11,6 °C, avec une amplitude thermique annuelle de 12,2 °C. Le cumul annuel moyen de précipitations est de 903 mm, avec 13,4 jours de précipitations en janvier et 6,7 jours en juillet. Pour la période 1991-2020, la température moyenne annuelle observée sur la station météorologique la plus proche, située sur la commune de Questembert à 7 km à vol d'oiseau, est de 12,0 °C et le cumul annuel moyen de précipitations est de 1 095,5 mm,. Pour l'avenir, les paramètres climatiques de la commune estimés pour 2050 selon différents scénarios d’émission de gaz à effet de serre sont consultables sur un site dédié publié par Météo-France en novembre 2022.

## Urbanisme

### Typologie
Au 1er janvier 2024, Larré est catégorisée bourg rural, selon la nouvelle grille communale de densité à sept niveaux définie par l'Insee en 2022.
Elle est située hors unité urbaine. Par ailleurs la commune fait partie de l'aire d'attraction de Vannes, dont elle est une commune de la couronne,. Cette aire, qui regroupe 47 communes, est catégorisée dans les aires de 50 000 à moins de 200 000 habitants,.

### Occupation des sols
L'occupation des sols de la commune, telle qu'elle ressort de la base de données européenne d’occupation biophysique des sols Corine Land Cover (CLC), est marquée par l'importance des territoires agricoles (77,9 % en 2018), une proportion sensiblement équivalente à celle de 1990 (78,3 %). La répartition détaillée en 2018 est la suivante : 
terres arables (34,6 %), prairies (25,9 %), forêts (18,7 %), zones agricoles hétérogènes (17,4 %), zones urbanisées (2,2 %), zones humides intérieures (1,2 %). L'évolution de l’occupation des sols de la commune et de ses infrastructures peut être observée sur les différentes représentations cartographiques du territoire : la carte de Cassini (XVIIIe siècle), la carte d'état-major (1820-1866) et les cartes ou photos aériennes de l'IGN pour la période actuelle (1950 à aujourd'hui).

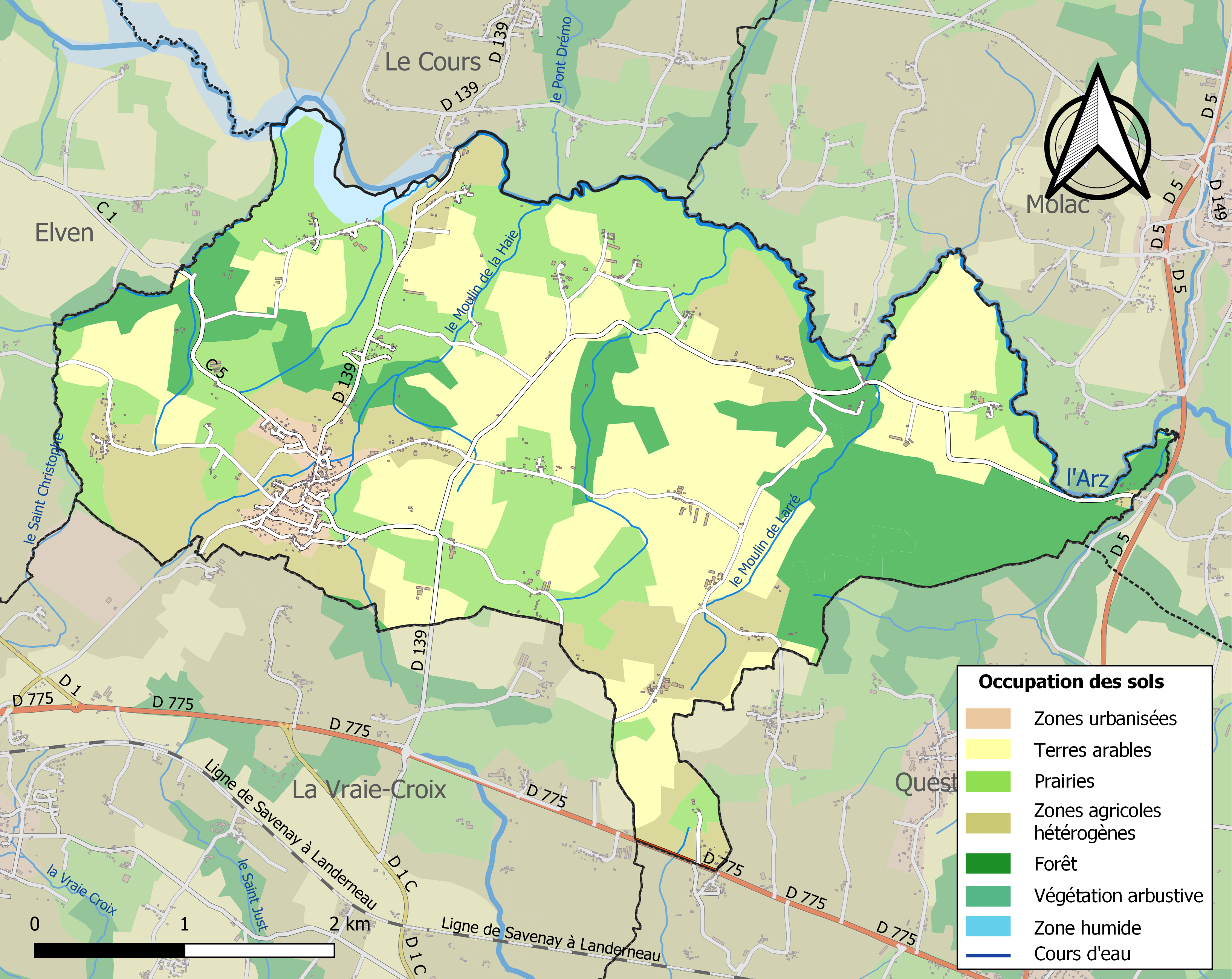
Carte des infrastructures et de l'occupation des sols de la commune en 2018 (CLC).

## Toponymie
Le nom de la commune est attesté sous les formes Allurit Pons en 839, Lare en 1330, Lesnaré en 1427.
Du breton lare, « lande ».
Son nom en breton est Lare.

## Histoire

### LeXXesiècle

#### La Belle Époque
Un décret du Président de la République en date du 14 juin 1911 attribue, à défaut de bureau de bienfaisance, les biens ayant appartenu à la fabrique de Larré (Morbihan) et actuellement placés sous séquestre à la commune de Larré.

## Politique et administration
| Période                                  | Période     | Identité              | Étiquette | Qualité                      |
| ---------------------------------------- | ----------- | --------------------- | --------- | ---------------------------- |
| 1791                                     | 1793        | Guillaume Pichon      |           |                              |
| 1793                                     | an 7        | Pierre Le Guenego     |           |                              |
| an 6                                     | 1826        | Isidore LAVÉNANT      |           | Rentier                      |
| 1826                                     | 1855        | Louis Pierre LAVÉNANT |           |                              |
| 1855                                     | 1892        | Jean Marie Raulo      |           |                              |
| 1892                                     | 1897        | Jean Julien Raulo     |           |                              |
| 1897                                     | 1911        | Jean Pierre Le Page   |           |                              |
| 1911                                     | 1947        | François Pedron       |           |                              |
| 1947                                     | 1977        | Gabriel Le Brun       |           |                              |
| 1977                                     | 1995        | René Julien           |           | Maire honoraire              |
| 1995                                     | 28 mai 2020 | André Serazin         |           |                              |
| 28 mai 2020                              | En cours    | Simone Malville       |           | Adjointe de son prédécesseur |
| Les données manquantes sont à compléter. |             |                       |           |                              |

## Démographie
L'évolution du nombre d'habitants est connue à travers les recensements de la population effectués dans la commune depuis 1793. Pour les communes de moins de 10 000 habitants, une enquête de recensement portant sur toute la population est réalisée tous les cinq ans, les populations de référence des années intermédiaires étant quant à elles estimées par interpolation ou extrapolation. Pour la commune, le premier recensement exhaustif entrant dans le cadre du nouveau dispositif a été réalisé en 2006.

En 2022, la commune comptait 1 102 habitants, en évolution de +7,09 % par rapport à 2016 (Morbihan : +3,82 %, France hors Mayotte : +2,11 %).
| 1793 | 1800 | 1806 | 1821 | 1831 | 1836 | 1841 | 1846 | 1851 |
| ---- | ---- | ---- | ---- | ---- | ---- | ---- | ---- | ---- |
| 800  | 876  | 777  | 837  | 890  | 853  | 781  | 813  | 813  |

| 1856 | 1861 | 1866 | 1872 | 1876 | 1881 | 1886 | 1891 | 1896 |
| ---- | ---- | ---- | ---- | ---- | ---- | ---- | ---- | ---- |
| 778  | 771  | 763  | 723  | 748  | 767  | 765  | 752  | 743  |

| 1901 | 1906 | 1911 | 1921 | 1926 | 1931 | 1936 | 1946 | 1954 |
| ---- | ---- | ---- | ---- | ---- | ---- | ---- | ---- | ---- |
| 719  | 715  | 710  | 635  | 641  | 645  | 631  | 600  | 610  |

| 1962 | 1968 | 1975 | 1982 | 1990 | 1999 | 2006 | 2011 | 2016  |
| ---- | ---- | ---- | ---- | ---- | ---- | ---- | ---- | ----- |
| 629  | 635  | 554  | 587  | 649  | 639  | 733  | 922  | 1 029 |

| 2021  | 2022  | - | - | - | - | - | - | - |
| ----- | ----- | - | - | - | - | - | - | - |
| 1 092 | 1 102 | - | - | - | - | - | - | - |

## Culture et patrimoine

### Lieux et monuments
- Croix de Saint-Christophe
- La Croix de cimetière de Larré ou Croix des Douze Apôtres
- Église Saint-Aignan.

### Héraldique
|  | Les armoiries de Larré se blasonnent ainsi : Coupé : 1) Parti : a) d’azur à six annelets d’or (3.2.1) – b) vairé d’or et d’azur – 2) de gueules à trois coquilles d’argent. |